# Grey’s Anatomy/Staffel 8
Die achte Staffel der US-amerikanischen Krankenhaus-Serie Grey’s Anatomy wurde vom 22. September 2011 bis zum 17. Mai 2012 auf dem US-amerikanischen Sender ABC gesendet. Die deutschsprachige Erstausstrahlung erfolgte vom 26. März bis zum 12. November 2012 beim Sender SF zwei. Die deutsche Erstausstrahlung erfolgte ab dem 28. März 2012 bei ProSieben.

## Darsteller

### Besetzung
Die Besetzung von Grey’s Anatomy trat in der achten Staffel folgendermaßen in Erscheinung:
| Rollenname                | Schauspieler      | Folgen                    | Anzahl    | Synchronsprecher       |
| ------------------------- | ----------------- | ------------------------- | --------- | ---------------------- |
| Dr. Meredith Grey         | Ellen Pompeo      | 1–24                      | 24 Folgen | Ulrike Stürzbecher     |
| Dr. Cristina Yang         | Sandra Oh         | 1–24                      | 24 Folgen | Christin Marquitan     |
| Dr. Derek Shepherd        | Patrick Dempsey   | 1–24                      | 24 Folgen | Boris Tessmann         |
| Dr. Alex Karev            | Justin Chambers   | 1–24                      | 24 Folgen | Dennis Schmidt-Foß     |
| Dr. Miranda Bailey        | Chandra Wilson    | 1–24                      | 24 Folgen | Anke Reitzenstein      |
| Dr. Richard Webber        | James Pickens Jr. | 1–24                      | 24 Folgen | Roland Hemmo           |
| Dr. Mark Sloan            | Eric Dane         | 1–24                      | 24 Folgen | David Nathan           |
| Dr. Callie Torres         | Sara Ramírez      | 1–24                      | 24 Folgen | Ghadah Al-Akel         |
| Dr. Lexie Grey            | Chyler Leigh      | 1–24                      | 24 Folgen | Marie Bierstedt        |
| Dr. Owen Hunt             | Kevin McKidd      | 1–24                      | 24 Folgen | Tobias Kluckert        |
| Dr. Jackson Avery         | Jesse Williams    | 1–24                      | 24 Folgen | Sascha Rotermund       |
| Dr. April Kepner          | Sarah Drew        | 1–24                      | 24 Folgen | Julia Stoepel          |
| Dr. Teddy Altman          | Kim Raver         | 1–24                      | 24 Folgen | Ranja Bonalana         |
| Dr. Arizona Robbins       | Jessica Capshaw   | 1–24                      | 24 Folgen | Schaukje Könning       |
| Dr. Benjamin „Ben“ Warren | Jason George      | 4-5, 10-11, 14, 19, 23-24 | 8 Folgen  | Matti Klemm            |
| Henry Burton              | Scott Foley       | 2, 5, 7-10                | 6 Folgen  | Till Endemann          |
| Dr. Morgan Peterson       | Amanda Fuller     | 15-18, 21                 | 5 Folgen  | Magdalena Turba        |
| Janet                     | Janora McDuffie   | 1-2, 5, 10                | 4 Folgen  | Andrea Aust            |
| Dr. Catherine Avery       | Debbie Allen      | 5, 17, 21-22              | 4 Folgen  | Regina Lemnitz         |
| Dr. Julia Canner          | Holley Fain       | 7, 10, 12, 22             | 4 Folgen  | Luisa Wietzorek        |
| Adele Webber              | Loretta Devine    | 12-13, 16, 20             | 4 Folgen  | Philine Peters-Arnolds |
| Eli Lloyd                 | Daniel Sunjata    | 4-5                       | 2 Folgen  | Markus Pfeiffer        |
| Zola Shepherd             |                   | 16, 18                    | 2 Folgen  |                        |
| Emily Kovach              | Summer Glau       | 16-17                     | 2 Folgen  | Julia Ziffer           |

In der Folge Was wäre, wenn ...? (8x13) haben Kate Walsh als Addison Montgomery, Kate Burton als Ellis Grey und Robert Baker als Dr. Charles Percy jeweils einen Gastauftritt. Des Weiteren war Debra Monk in der Rolle als George O’Malleys Mutter, welche sie zuletzt in der Episode 6x01 verkörpert hatte, zu sehen sowie Caterina Scorsone als Amelia Shepherd.

## Episoden
| Nr. (ges.) | Nr. (St.) | Deutscher Titel                 | Originaltitel            | Erstausstrahlung USA | Deutschsprachige Erstausstrahlung (CH) | Regie               | Drehbuch                  |
| --- | --------- | ------------------------------- | ------------------------ | -------------------- | -------------------------------------- | ------------------- | ------------------------- |
| 149 | 1         | Im freien Fall                  | Free Falling             | 22. Sep. 2011        | 26. März 2012                          | Rob Corn            | Tony Phelan & Joan Rater  |
| Nachdem Alex Meredith beim Chefarzt gemeldet hat, wird sie gefeuert und ihn plagen Gewissensbisse. Auch Richard ist von ihrer Situation angetan und versucht, einen neuen Job für Meredith zu finden. Merediths Leben verschlechtert sich weiter, als die Sozialarbeiterin ihr das Sorgerecht für Zola entziehen möchte, weil sie und Derek sich getrennt haben. |           |                                 |                          |                      |                                        |                     |                           |
| 150 | 2         | Kurzschlussentscheidung         | She’s Gone               | 22. Sep. 2011        | 2. Apr. 2012                           | Tony Phelan         | Debora Cahn               |
| Da Meredith nicht das Sorgerecht für Zola verlieren möchte, entführt sie sie kurzerhand, bittet Cristina jedoch letztlich um Hilfe. Nachdem sich seine Freunde von ihm abgewendet haben, wird Alex klar, dass sie eigentlich alles sind, was er hat. Dr. Webber lässt währenddessen die Assistenzärzte bei einem schwierigen Fall ohne konkrete Anweisungen agieren, damit er sieht, wer von ihnen Führungskraft besitzt. |           |                                 |                          |                      |                                        |                     |                           |
| 151 | 3         | Führungskrise                   | Take the Lead            | 29. Sep. 2011        | 9. Apr. 2012                           | Chandra Wilson      | William Harper            |
| Dr. Webber tritt von seinem Posten als Chefarzt zurück, bleibt jedoch als Arzt am Seattle Grace. Sein Nachfolger wird Owen, was zu einem Konflikt zwischen Bailey und Richard führt, wohingegen sich die Situation zwischen Cristina und Owen entspannt. Allerdings streiten sich Meredith und Derek im OP, sodass sie gezwungenermaßen erkennen müssen, dass sie nicht mehr zusammen arbeiten können. |           |                                 |                          |                      |                                        |                     |                           |
| 152 | 4         | Was macht Männer aus?           | What Is It About Men     | 6. Okt. 2011         | 16. Apr. 2012                          | Tom Verica          | Stacy McKee               |
| Die Ärzte des Seattle Grace müssen ihren Mann stehen, als eine Massenpanik auf einer Comic-Convention einen Zustrom von bunten Gestalten in die Notaufnahme verursacht – und die Grenzen zwischen Fantasie und Realität verschwimmen. Mark zeigt seine weiche Seite mit Baby Sofia, als Arizona und Callie die Stadt verlassen, aber bei der Arbeit macht er Jackson weiterhin das Leben schwer. Ben kehrt in die Notaufnahme zurück, nur um festzustellen, dass Pfleger Eli bei Bailey eingezogen ist und die männlichen Ärzte sich über ihre Frustrationen mit Frauen austauschen.                                                                            |           |                                 |                          |                      |                                        |                     |                           |
| 153 | 5         | Liebe, Erbe und Verlust         | Love, Loss and Legacy    | 13. Okt. 2011        | 23. Apr. 2012                          | Stephen Cragg       | Denise Hahn               |
| Die Assistenzärzte versuchen ihr Bestes, um die große Chirurgin Catherine Avery zu beeindrucken – die zufällig auch Jacksons Mutter ist – als sie im Seattle Grace ankommt, um eine bahnbrechende Transplantation durchzuführen. Arizona und Alex sind die Hände gebunden, als ein vertrauter Patient in die Notaufnahme kommt. In der Zwischenzeit schmeißt Teddy eine Dinnerparty für die Paare, und Bailey trifft eine Entscheidung bezüglich ihres Liebeslebens. |           |                                 |                          |                      |                                        |                     |                           |
| 154 | 6         | Pokerface                       | Poker Face               | 20. Okt. 2011        | 30. Apr. 2012                          | Kevin McKidd        | Peter Nowalk              |
| Nachdem sie von den meisten Chirurgen ausgeschlossen wurde, benutzt Meredith Lexie, um Dereks Interesse an dem seltenen Hirntumor-Fall ihrer Patientin zu wecken und gibt April heimlich Hilfestellung bei Baileys klinischer Studie. Callies Wunsch, dass Arizona und Mark eine Freundschaft eingehen, geht in Erfüllung und sie merkt, dass es mehr irritiert als hilft. Alex und Teddy erforschen alternative Operationen für einen sehr oberflächlichen Patienten und Callie und Cristina kämpfen mit einer sehr schwierigen Wirbelsäulenoperation. |           |                                 |                          |                      |                                        |                     |                           |
| 155 | 7         | Hoffnung                        | Put Me In, Coach         | 27. Okt. 2011        | 7. Mai 2012                            | Debbie Allen        | Jeannine Renshaw          |
| Owen betont die Wichtigkeit von Teamwork und überträgt seine Führungsrolle auf das Baseballfeld, als er die Ärzte für eine Baseball-Liga anmeldet und sie gegen ihre größte Konkurrenz, das Seattle Presbyterian, antreten lässt. Lexie versucht, ihre Eifersucht zu verbergen, als sie Mark mit einer neuen Frau sieht, aber ihre Emotionen gewinnen die Oberhand. Alex kämpft darum, Zola im Seattle Grace zu behalten, nachdem vorgeschlagen wurde, sie aufgrund eines Interessenkonflikts mit Meredith und Derek in ein anderes Krankenhaus zu verlegen. Richard schimpft mit Meredith und Bailey wegen ihrer Fehde.                                        |           |                                 |                          |                      |                                        |                     |                           |
| 156 | 8         | Das Herz im Kasten              | Heart-Shaped Box         | 3. Nov. 2011         | 14. Mai 2012                           | Jessica Yu          | Austin Guzman             |
| Die Ärzte werden nostalgisch, als George O’Malleys Mutter Louise nach einer verpfuschten Operation in einem benachbarten Krankenhaus ins Seattle Grace zurückkehrt, um medizinische Hilfe zu erhalten. Die Assistenzärzte werden von einem medizinischen Wunder inspiriert, als sie Zeuge eines entnommenen Herzens werden, das außerhalb des Körpers weiterschlägt. Ein neuer pädiatrischer Kollege begeistert Arizona und sorgt dafür, dass Alex sich bedroht fühlt. Jacksons Verdächtigungen über Mark und Lexie beeinträchtigen seine Arbeit, während Henry und Teddy ihren ersten Ehestreit haben, als er sein Interesse an einem Medizinstudium bekundet. |           |                                 |                          |                      |                                        |                     |                           |
| 157 | 9         | Dunkel war die Nacht            | Dark Was the Night       | 10. Nov. 2011        | 21. Mai 2012                           | Allison Liddi-Brown | Debora Cahn               |
| Teddy legt das Leben ihres Mannes in die Hände ihrer Kollegen, als Henry für eine Operation in den OP geschickt wird und sie zu einem anderen Fall weggerufen wird. Meredith und Derek erhalten die lang erwarteten Neuigkeiten über Zola. Callie und Jackson geraten unter Beschuss, als bei ihrem Patienten Komplikationen nach der Operation auftreten und Meredith und Alex werden in eine lebensbedrohliche Situation verwickelt, als sie in ein benachbartes Krankenhaus fahren, um sich um ein krankes Neugeborenes zu kümmern. |           |                                 |                          |                      |                                        |                     |                           |
| 158 | 10        | Ohne Vorwarnung                 | Suddenly                 | 5. Jan. 2012         | 28. Mai 2012                           | Ron Underwood       | Stacy McKee               |
| Ein schwerer Autounfall, in den eine ganze Familie verwickelt ist, führt dazu, dass in der Notaufnahme alle die Hände voll zu tun haben, während die älteste Tochter die schwerste Entscheidung ihres Lebens treffen muss. Teddy, die immer noch im Dunkeln über Henrys Tod tappt, bittet Cristina um Hilfe bei ihrem Patienten im OP, und Lexie muss während einer Augenoperation mit Marks neuer Freundin Julia zusammenarbeiten. |           |                                 |                          |                      |                                        |                     |                           |
| 159 | 11        | Der magische Moment             | This Magic Moment        | 12. Jan. 2012        | 4. Juni 2012                           | Steve Robin         | Zoanne Clack              |
| Die Ärzte teilen sich in Teams für eine riskante Operation an siamesischen Zwillingen auf. Bailey rekrutiert Meredith als Puffer zwischen ihr und Ben, als dieser Druck macht, ihre Beziehung auf eine ernstere Ebene zu bringen. Richard erteilt Alex im OP eine harte Lektion. Währenddessen befragt Teddy Cristina darüber, was genau mit Henry während seiner Operation passiert ist. |           |                                 |                          |                      |                                        |                     |                           |
| 160 | 12        | Hoffnung für die Hoffnungslosen | Hope for the Hopeless    | 19. Jan. 2012        | 25. Juni 2012                          | Mark Jackson        | Peter Nowalk              |
| Richard führt seine 10.000ste Operation an einem Paar zänkischer Schwestern durch, die für eine Lebertransplantation ins Krankenhaus kommen. Derek und Lexie nehmen sich eines Neuroblastom-Falls an, der zuvor als inoperabel eingestuft worden war. Teddy und Cristina überschreiten eine Grenze, als sie gegen Owens Anweisung versuchen, einen Fall von Alex und Dr. McQueen zu stehlen. Ellis Greys Schatten taucht auf, als Meredith nach einem Spezialgebiet sucht. Währenddessen wird Adele ins Krankenhaus gebracht, nachdem sie auf der Straße gefunden wurde.                                                                                        |           |                                 |                          |                      |                                        |                     |                           |
| 161 | 13        | Was wäre, wenn ...?             | If/Then                  | 2. Feb. 2012         | 2. Juli 2012                           | Jeannot Szwarc      | William Harper            |
| Als Meredith Zola ins Bett bringt und einschläft, beginnt sie sich zu fragen – was wäre, wenn ihre Mutter nie Alzheimer gehabt hätte und sie liebevolle, unterstützende Eltern gehabt hätte? Der Nachhall einer glücklichen Meredith Grey verändert die Welt des Seattle Grace, wie wir sie kennen. Was wäre, wenn sie Derek nie in dieser Bar getroffen hätte und er sich nie von Addison getrennt hätte? Was wäre, wenn Callie und Owen ein Paar geworden wären, lange bevor sie Arizona traf? Und was wäre, wenn Bailey sich nie von der sanftmütigen Praktikantin entwickelt hätte, die sie einst war?                                                      |           |                                 |                          |                      |                                        |                     |                           |
| 162 | 14        | Was zählt ist die Liebe         | All You Need is Love     | 9. Feb. 2012         | 9. Juli 2012                           | Rob Corn            | Jeannine Renshaw          |
| Im Geiste des Valentinstages versuchen Meredith und Derek, einen Abend für sich zu haben, während Lexie anbietet, auf Zola aufzupassen. Callie übergibt Mark die Babysitter-Pflichten, damit sie Arizona mit einem romantischen Abend überraschen kann und Ben beweist Bailey, dass er sie besser kennt, als sie denkt. Währenddessen füllt sich die Notaufnahme mit Romantikern, darunter ein 10-jähriges Mädchen, das allergisch auf die Pralinen ihres Schwarms reagiert, und ein Mann, der von einem Auto angefahren wurde, während er seiner frustrierten Freundin hinterherjagte.                                                                         |           |                                 |                          |                      |                                        |                     |                           |
| 163 | 15        | Richtungswechsel                | Have You Seen Me Lately? | 16. Feb. 2012        | 16. Juli 2012                          | Tony Phelan         | Austin Guzman             |
| In einem letzten Versuch, Ericas Leben zu retten, trifft Amelia im Seattle Grace ein, um Derek um Hilfe bei dem Gliosarkom-Fall zu bitten. Cristina und Owen liefern sich bei der Eheberatung einen heftigen Streit. Alex erkennt, dass er seine soziale Kompetenz verbessern muss, um ein guter Arzt zu sein, und Meredith bekommt eine Chance zu glänzen, als ein Mann in die Notaufnahme kommt, der mit seiner Hand in einem Fleischwolf stecken geblieben ist. Währenddessen lernen die Assistenzärzte weiter für ihre anstehenden mündlichen Prüfungen. |           |                                 |                          |                      |                                        |                     |                           |
| 164 | 16        | Einsamkeit                      | If Only You Were Lonely  | 23. Feb. 2012        | 23. Juli 2012                          | Susan Vaill         | Matt Byrne                |
| Als sich Adeles Zustand weiter verschlechtert, erwägt Richard, ihre Wohnsituation zu ändern. Eine Explosion in einem örtlichen Café führt zu einem arbeitsreichen Tag in der Notaufnahme für die Ärzte. Callie nimmt Meredith unter ihre Fittiche und hilft ihr beim Lernen für ihre Prüfungen. Lexie schließt sich Arizona und Alex in der Pädiatrie an, die sich weiterhin um den frühgeborenen Sohn von Praktikantin Morgan kümmern, und als Jackson einen Patienten anschnauzt, ermutigt Mark ihn, Wege zu finden, seinen Stress abzubauen. In der Zwischenzeit lässt sich Cristina von ihren Verdächtigungen überwältigen.                                 |           |                                 |                          |                      |                                        |                     |                           |
| 165 | 17        | Ein Schritt zu weit             | One Step Too Far         | 15. März 2012        | 13. Aug. 2012                          | Ed Ornelas          | William Harper            |
| Derek ermutigt eine zögerliche Meredith, wieder mit ihm in der Neurologie zu arbeiten. Jacksons Mutter, Catherine Avery, kehrt mit einem Urologie-Stipendiaten ans Seattle Grace zurück und entwickelt ein Interesse an Richard. Cristina wird zunehmend misstrauisch gegenüber jedem von Owens Schritten. Währenddessen versucht Alex die Tatsache zu verleugnen, dass Morgan sich in ihn verlieben könnte. |           |                                 |                          |                      |                                        |                     |                           |
| 166 | 18        | Begegnung mit einem Löwen       | The Lion Sleeps Tonight  | 5. Apr. 2012         | 1. Okt. 2012                           | Mark Jackson        | Stacy McKee               |
| Ein Löwe bricht in Seattle aus und setzt das Leben und die Beziehung eines Paares aufs Spiel. Lexie belauscht Marks Diskussion darüber, mit Julia zusammenzuziehen. Teddy beginnt Schritte zu unternehmen, um mit Henrys Tod klarzukommen. Callie befragt Arizona über ihre früheren Liebhaber und Alex bittet darum, von Morgans Frühchen-Fall abgezogen zu werden, als sie zu abhängig von ihm wird. Währenddessen versucht Meredith, Cristina eine Stütze zu sein, als die Spannung zwischen ihr und Owen den Siedepunkt erreicht. |           |                                 |                          |                      |                                        |                     |                           |
| 167 | 19        | Wahrheit tut weh                | Support System           | 12. Apr. 2012        | 8. Okt. 2012                           | Allison Liddi-Brown | Heather Mitchell          |
| Eine am Boden zerstörte Cristina drängt Owen, die intimen Details seiner Affäre zu gestehen. Mark nimmt seine neue Autorität sehr ernst, als er als Chefarzt einspringt und sich mit Richard über die Lebertransplantation eines Patienten streitet. Callie hält Meredith für bereit für die Prüfungen, während der Rest der Assistenzärzte weiterhin Stress wegen der Prüfung hat. Währenddessen planen Callie, Arizona und Bailey einen dringend benötigten Frauenabend für Teddy. |           |                                 |                          |                      |                                        |                     |                           |
| 168 | 20        | Das namenlose Mädchen           | The Girl With No Name    | 19. Apr. 2012        | 15. Okt. 2012                          | Ron Underwood       | Peter Nowalk              |
| Das Krankenhaus rückt in den Mittelpunkt, als ein Opfer eines berühmten Entführungsfalls ins Krankenhaus gebracht wird. Die Fünftklässler absolvieren ihre Einstufungsgespräche. Adele Webbers Gedächtnis verschlechtert sich weiter. |           |                                 |                          |                      |                                        |                     |                           |
| 169 | 21        | Der große Tag                   | Moment of Truth          | 26. Apr. 2012        | 22. Okt. 2012                          | Chandra Wilson      | Zakiyyah Alexander        |
| Nach fünf Jahren Praxis fahren die Assistenzärzte nach San Francisco zu ihren mündlichen Prüfungen. Zwischen Catherine und Richard fliegen die Funken, als sie sich im Hotel über den Weg laufen. Bailey greift ein, nachdem Owen und Teddy in einen hitzigen Streit über ihren jungen Autounfall-Patienten geraten sind und Mark versucht, Lexie für einen seiner Fälle zu rekrutieren. Währenddessen fühlt sich Alex schuldig, weil er dem Krankenhaus ferngeblieben ist, als Tommys Gesundheit zu schwinden begann. |           |                                 |                          |                      |                                        |                     |                           |
| 170 | 22        | Carpe Diem                      | Let the Bad Times Roll   | 3. Mai 2012          | 29. Okt. 2012                          | Kevin McKidd        | Matt Byrne                |
| Die Assistenzärzte quälen sich durch ihre mündlichen Prüfungen und durchleben jede Antwort, die sie während ihrer Prüfungen gegeben haben. Arizonas enger Kindheitsfreund kommt ins Seattle Grace, um medizinische Hilfe zu bekommen. Die Ärzte arbeiten an einem Patienten, dem ein Drittel seines Schädels fehlt, und Julia bittet Mark, mit ihr eine Familie zu gründen. Währenddessen teilt Catherine Richard mit, dass einer seiner Assistenzärzte durchgefallen ist. |           |                                 |                          |                      |                                        |                     |                           |
| 171 | 23        | Der große Abflug                | Migration                | 10. Mai 2012         | 5. Nov. 2012                           | Stephen Cragg       | Mark Wilding & Jenna Bans |
| Die Assistenzärzte bestimmen ihre Zukunft, als sie ihre endgültigen Entscheidungen bezüglich der Positionen nach der Assistenzzeit treffen. Mark gesteht Derek, dass er hin- und hergerissen ist zwischen seiner Liebe zu Lexie und der Tatsache, dass Julia ihm alles geben kann, was er sich je gewünscht hat. Ben plant etwas ganz Besonderes für Bailey, aber sie ist mit ihrer Arbeit beschäftigt und Arizona ermutigt ihren Kindheitsfreund Nick, sich operieren zu lassen. Währenddessen kommt ein Paar auf seiner dritten Hochzeitsreise ins Krankenhaus und klagt über mysteriöse Symptome.                                                            |           |                                 |                          |                      |                                        |                     |                           |
| 172 | 24        | Der Flug                        | Flight                   | 17. Mai 2012         | 12. Nov. 2012                          | Rob Corn            | Shonda Rhimes             |
| Konfrontiert mit einer lebensbedrohlichen Situation, müssen die Ärzte ums Überleben kämpfen, während sie versuchen, das Leben ihrer Kollegen zu retten. Bailey und Ben treffen eine Entscheidung bezüglich ihrer Beziehung, und Teddy wird ein verlockendes Angebot unterbreitet. Währenddessen plant Richard ein besonderes Abendessen für die Bewohner. |           |                                 |                          |                      |                                        |                     |                           |